# 2125-ös mellékút (Magyarország)
A 2125-ös számú mellékút egy körülbelül 2,5 kilométeres hosszúságú, négy számjegyű mellékút Nógrád vármegyében, a Cserhát hegységben.

## Nyomvonala
Magyarnándor központjában ágazik ki a 2108-as útból, annak 14. kilométerénél, keleti irányban. Mintegy 700 méter után kiágazik belőle kelet felé a 21 331-es számú mellékút, mely az Aszód–Balassagyarmat–Ipolytarnóc-vasútvonal Magyarnándor vasútállomását szolgálja ki, majd a falu szélét elérve északkeleti irányba fordul, és ott rövidesen eléri, majd keresztezi a vasutat. Cserháthaláp szélét elérve áthalad a Fekete-víz nevű patak felett, majd a település lakott területének nyugati végén ér véget, 2,5 kilométer megtétele után, beletorkollva a 2123-as útba, amely ott körülbelül a 2,6 kilométerénél jár.

## Története
1934-ben a kereskedelem- és közlekedésügyi miniszter 70 846/1934. számú rendelete a teljes hosszában harmadrendű főúttá nyilvánította, a Kétbodony és Alsótold között húzódó 207-es főút részeként, a mai 2118-as úttal és a 2123-as út döntő részével együtt.